# Bomberman
Bomberman is een strategisch, doolhofachtige computerspelreeks ontwikkeld door Hudson Soft. Het eerste spel werd uitgebracht in 1983 voor de MSX, waarna vele verschillende varianten in de reeks volgde.

## Speelwijze
Het algemene doel in de spelreeks is het voltooien van de levels door strategisch bommen te plaatsen met als doel vijanden te doden en hindernissen te vernietigen. De exploderende bommen kunnen andere bommen doen afgaan, doden of vijanden verwonden en hindernissen uit de weg ruimen. 
Nochtans, zij kunnen tevens het personage van de speler doden of verwonden, power-ups vernietigen en soms "de leveluitgang "irriteren" waardoor het meer vijanden zal doen laten verschijnen. Ook moet men opletten dat men niet zichzelf "opblaast" met de eigen bommen, dus als een bom is geplaatst moet men snel wegrennen. De meeste Bombermanspellen kennen ook een multiplayeroptie, waarin de andere Bombermannen als tegenstanders acteren en de Bomberman die als laatste overeind blijft wordt uitgeroepen tot winnaar.
In deze spelmodus zijn power-ups overvloedig beschikbaar en bommen zullen soms in fiasco's ontaarden. Hoewel de meeste spellen in de reeks gebruikmaken van hetzelfde type, op een doolhofgebaseerde, levels als het origineel zijn sommige spellen Zelda-achtige avonturenspellen, Marioachtige platformspellen of Tetrisachtige puzzelspellen. Het wordt onder computerspelspelers beschouwd als een klassiek geworden spelreeks.
De term Bomberman verwijst ook naar de verschillende bestaande "typen/soorten" van het hoofdpersonage uit de gelijknamige titelreeks. Een Bomberman is een robotachtig mens met een plat computerschermachtig gezicht  met ogen maar zonder een zichtbare mond en soms een helm draagt. Het heeft een rond lichaam met lange ledematen en ronde handen en voeten. De reeks begon oorspronkelijk met een Bomberman die van het zijn van een robot een mens moest zien te worden (zijn verschijning veranderde dienovereenkomstig).

## Nalatenschap
In 1983 bracht Hudson Soft op de Sinclair ZX Spectrum en MSX het spel Eric and the Floaters (in Japan werd de MSX-versie uitgebracht als Bomberman) uit en werd de eerste titel in de spelreeks en is in 1985 geconverteerd en uitgebracht op de NES onder de naam Bomberman en de oorsprong van het Bomberman spelconcept.
Na de NES-versie heeft Hudson Soft het spel in 1990 geconverteerd en verbeterd voor de PC Engine met een geheel nieuwe look-and-feel. Verdere delen (Bomberman 93, 94 en Bomberman User Battles) zouden ook op het systeem verschijnen. Het huidige uiterlijk van Bomberman stamt af van de PC Engine-versie.
Nadien zijn vele conversies en spelaanpassingen doorgevoerd en uitgebracht op vrijwel alle belangrijke computerspelsystemen, waaronder Arcade, NES, pc Engine, Super NES, N64, Sega Saturn en PlayStation. Vanwege  zijn eenvoudige spelbediening en -concept, is de Bombermanreeks wijd en zijd gekopieerd/geïmiteerd. 
Versies van Bomberman die door Ubisoft in Europa zijn uitgebracht waren voorzien van een andere speltitel, namelijk: Dynablaster.

## Overzicht van spellen uit de Bombermanreeks

### Bombermanspellen (hoofdreeks)
| Titel                           | Jaar                              | Platforms                                               | Opmerkingen |
| ------------------------------- | --------------------------------- | ------------------------------------------------------- | --- |
| Bomber Man                      | 1983                              | MSX, ZX Spectrum                                        | MSX-versie enkel in Japan uitgebracht. In Europa voor beide systemen uitgebracht als Eric and the Floaters. |
| 3-D Bomberman                   | 1984                              | MSX                                                     | Maakt gebruik van eerstepersoonperspectief. Enkel in Japan uitgebracht. |
| Bomberman                       | Japan 1985, Verenigde Staten 1987 | NES                                                     | Game Boy Advance, heruitgebracht in 2004. |
| Bomber Man Special              | 1986                              | MSX                                                     | Informatie |
| Dyna Blaster                    | Japan 1990, Verenigde Staten 1991 | PC Engine, Amiga, Atari ST, pc (DOS)                    | Uitgebracht als Bomberman enkel voor de PC Engine, de eerste Bomberman met ondersteuning van 5 spelers. Eerste Bomberman-spel voor de pc.                                                                           |
| Bomberman II                    | Japan 1991, Verenigde Staten 1992 | NES                                                     | |
| Bomberman '93                   | Japan 1992, Verenigde Staten 1993 | PC Engine                                               | |
| Bomberman '94                   | 1993                              | PC Engine, Sega Mega Drive                              | PC Engine versie exclusief voor Japan, uitgebracht in 1994 voor de Mega Drive als Mega Bomberman. |
| Bomberman B-Daman               | 1996                              | Super Famicom                                           | enkel Japan, deel van de B-Daman-reeks. Verpakkingsafbeelding: |
| Hi-Ten Bomberman                | Unreleased                        | PC-FX                                                   | Ontwikkeld voor hoge definitie breedbeeldtelevisie maar nooit uitgebracht. Enkel als demo getoond tijdens het Hudson Soft Gaming Caravan-evenement in 1993 en vormt, naar men zegt, de basis voor Saturn Bomberman. |
| Super Bomberman                 | 1993                              | SNES                                                    | 4-spelers multitap ondersteuning. |
| Super Bomberman 2               | 1994                              | SNES                                                    | |
| Super Bomberman 3               | 1995                              | SNES                                                    | 5-spelers multitap ondersteuning, uitgebracht in Japan en Europa. |
| Super Bomberman 4               | 1996                              | Super Famicom                                           | Alleen in Japan uitgebracht. |
| Super Bomberman 5               | 1997                              | Super Famicom                                           | Alleen in Japan uitgebracht. |
| Saturn Bomberman                | 1996                              | Sega Saturn                                             | Ondersteuning van 10 spelers via de multitap. |
| Atomic Bomberman                | 1996                              | Pc (Windows)                                            | Ondersteuning van 10 spelers via het IPX-netwerk. Eerste Bomberman-titel voor Windows. |
| Saturn Bomberman Fight!!        | 1997                              | Sega Saturn                                             | |
| Neo Bomberman                   | 1997                              | Neo-Geo MVS                                             | |
| Bomberman 64                    | 1997                              | N64                                                     | Ondersteuning van 4-spelers. |
| Bomberman Hero                  | 1998                              | N64                                                     | Gericht op een één speler adventurespel. |
| Bomberman 64: The Second Attack | 2000                              | N64                                                     | |
| Bomberman World                 | 1998                              | PlayStation                                             | |
| Bomberman Online                | 2001                              | Sega Dreamcast                                          | Ondersteuning van 4-spelers (lokaal) en 8-spelers (online). Eerste Bomberman-spel met officiële ondersteuning van het internet .                                                                                    |
| Bomberman Jetters               | 2002                              | Nintendo GameCube, Game Boy Advance                     | GBA-versie alleen in Japan. Geïnspireert op een animereeks Bomberman Jetters. |
| Bomberman Generation            | 2003                              | GameCube                                                | |
| Online Bomberman                | 2003                              | Pc                                                      | Ondersteuning van 6-spelers, alleen in Japan, Korea en Taiwan uitgebracht. |
| Bomberman Collection            | 2003                              | Pc                                                      | Compilatie van Bomberman (1985), Bomberman '93 en Bomberman World voor Microsoft Windows. |
| Bomberman Land 2                | 2003                              | GameCube, PlayStation 2                                 | Alleen in Japan uitgebracht. |
| Bomberman: Act Zero             | 2006                              | Xbox 360                                                | Realistische revisie van het personage. |
| Bomberman LIVE                  | 2007                              | Xbox 360                                                | Arcadespel van Xbox Live met extra personages en levels. |
| Bomberman ULTRA                 | 2009                              | PS3                                                     | PlayStation 3 downloadbaar. |
| Super Bomberman R               | 2017                              | Switch, PS4, Xbox One, Windows                          | |
| Super Bomberman R2              | 2023                              | Switch, PS4, PS5, Xbox One, Xbox Series, Windows, Steam | |

### Bomberman-spellen voor handhelds
| Titel                                                | Jaar          | Platforms                | Opmerkingen                                                                                        |
| ---------------------------------------------------- | ------------- | ------------------------ | -------------------------------------------------------------------------------------------------- |
| Atomic Punk                                          | 1991          | Game Boy                 | In Japan als Bomber Boy uitgebracht, in Europa als Dyna Blaster.                                   |
| Pocket Bomberman                                     | 1998          | Game Boy, Game Boy Color | GBC-versie enkel in Noord-Amerika uitgebracht.                                                     |
| Wario Blast: Featuring Bomberman!                    | 1994          | Game Boy                 | In Japan als Bomberman GB uitgebracht.                                                             |
| Bomberman GB 2                                       | 1995          | Game Boy                 | In Noord-Amerika als Bomberman GB.                                                                 |
| Bomberman GB 3                                       | 1996          | Game Boy                 | Alleen in Japan uitgebracht.                                                                       |
| Panic Bomber                                         | 1994, 1995    | Neo-Geo Virtual Boy      | Puzzelspel (sterke gelijkenis met Tetris). VB-versie is een conversie van de Neo-Geo-versie. Info: |
| Bomberman Quest                                      | 1999          | Game Boy Color           | Computerrollenspel. Info:                                                                          |
| Bomberman Max                                        | 2000          | Game Boy Color           | Uitgebracht in twee varianten, als Red Challenger en Blue Champion.                                |
| Bomberman Tournament                                 | 2001          | Game Boy Advance         | Ondersteuning van 4-spelers.                                                                       |
| Bomberman Max 2                                      | 2002          | Game Boy Advance         | Uitgebracht in twee varianten, Blue Advance en Red Advance.                                        |
| Bomberman                                            | 2003          | Mobieletelefoonspel      | Info:                                                                                              |
| Bomberman                                            | 2004          | N-Gage                   | |
| Bomberman Special                                    | 2004          | Mobieletelefoonspel      | Informatie:                                                                                        |
| Super Bomberman                                      | 2004          | Mobieletelefoonspel      | |
| Bomberman DS                                         | 2005          | Nintendo DS              | 8-spelersondersteuning middels draadloosspel, maar zonder internet wifi-ondersteuning.             |
| Hudson Best Collection Vol. 1 - Bomberman Collection | 2005          | Game Boy Advance         | Compilatietitel van de eerste twee NES Bomberman-spellen. Alleen in Japan uitgebracht.             |
| Bomberman: Bakufuu Sentai Bombermen                  | 2006          | PlayStation Portable     | Alleen in Japan uitgebracht.                                                                       |
| Bomberman Story                                      | 2007          | Nintendo DS              | |
| Bomberman Land Touch!                                | 23 maart 2007 | Nintendo DS              | |
| Amazing Bomberman                                    | 2022          | iOS                      | |

### Spin-offs
| Titel                    | Jaar | Platforms                | Opmerkingen                                                             |
| ------------------------ | ---- | ------------------------ | ----------------------------------------------------------------------- |
| Bomber King              | 1987 | Famicom (NES)            | Alleen in Japan uitgebracht. Bomberman-Like Progressive Adventure Game. |
| Bomberman Wars           | 1998 | PlayStation, Sega Saturn | Alleen in Japan uitgebracht. Strategische RPG.                          |
| Bomberman Fantasy Race   | 1998 | PlayStation              | Racespel.                                                               |
| Bomberman Party Edition  | 1998 | PlayStation              | Partyspel.                                                              |
| Bomberman Kart           | 2001 | PlayStation 2            | Alleen in Japan en Australië uitgebracht. Kartracing-spel.              |
| Bomberman Hardball       | 2005 | PlayStation 2            | Sport en partyspel.                                                     |
| Bomberman: Panic Bomber  | 2005 | PlayStation Portable     | Puzzelspel, vergelijkbaar met Puyo Puyo en Tetris.                      |
| Bomberman Land           | 2006 | Wii                      | Reeks van minispellen ontwikkeld voor gebruik met de Wii-controller.    |
| Super Bomberman R Online | 2020 | Google Stadia            | Online spel, beëindigd in december 2022.                                |